# جعفر محمد
جعفر محمد (1970 -)، إعلامي ومذيع ومقدم برامج وكاتب صحفي كويتي.

## السيرة الذاتية
ولد الاعلامي جعفر حسن عبد الحسين محمد بالكويت 6 مارس 1970، وبدأ حياته كلاعب كرة قدم في نادي القادسية الكويتي ، ولعب في جميع المراحل السنية في النادي حتي وصل الي فريق الدرجة الاولي، الا أنه إصيب وابتعد عن الملاعب نهائيا، وإنتقل الي الساحة الاعلامية وبدئها مذيعاً في قناة العدالة الكويتية وقدم برنامج (اللوبي)، ثم استقال منها وإنتقل إلى قناة عالم اليوم الكويتية ثم استقال منها، وإنتقل إلى قناة الصباح الكويتية وأيضا استقال منها، بعدها التحق بقناة الشاهد الكويتية وقدم برنامج (وسع صدرك) حتى إستقر الحال فيه في برنامج علي موقع يوتيوب خاص فيه وهو ( عكس التيار )  .

## الأبناء
- أنور (تُوفي 2017).[2]
- جاسم.
- شيخه.
- لجين.